# Софрологија
Софрологија је техника опуштања заснована на јоги. Према Pascal-у Gautier-у, "кроз свакодневну праксу, софрологија је имала  за циљ да створи хармонију у људском бићу. У пракси то не значи гледати живот кроз ружичасте наочаре, већ окончати нереалну визију и негативне стране живота, и потом  сагледати ствари какве јесу (колико је год могуће) и ојачати све позитивне стране које нека особа поседује у себи.
Школа софрологија инспирисана је феноменологијом, која има за циљ проучавање свести и постизање егзистенцијалних вредности у сопственом бићу, и користи се у терапеутске и/или профилактичке сврхе.
Француско Министарство здравља објавило је да софрологија није дефинисана нити призната као дисциплина у француском кодексу јавног здравља.

## Историја
Софрологију је 1960. године створио др Alfonso Caycedo, неуропсихијатар, који је радио као приправник у мадридској провинцијској болници, под руководством професора Лопеза Ибора. У то време, лечење ментално болесних пацијената било је још увек веома несигурно. Електрошокови, изолација и затварање пацијента, инсулинске коме и психофармакологија биле су неке од техника које су се у том периоду користиле. Alfonso Caycedo је тада створио софрологију са жељом да постигне два циља. 
- Први, да софрологија постане школа која проучава људску свест, и болесну и нормалну.
- Други, да софрологија постане облик терапије.

Након неколико разговора са професором Бинсвангером (пиониром у коришћењу феноменологије као методе истраживања свести у психијатрији), Alfonso Caycedo се преселио у Индију. Затим је отишао на Тибет па потом у Јапан, где је посетио манастире како би практиковао зен учење.

## Методе
Софролошке сесије омогућавају  извођење вежби дисања, опуштања, ослобађања и визуализације. Пратећи инструкције софролога тензије попуштају и уступају место опуштености, оптимизму и укупној позитивној енергији, и тиме се учи како се борити у тешким животним ситуацијама, како контролисати стрес, како реаговати на свакодневне изазове током живота.
Софролошки третман омогућава:
- Учење начина контролисања дисања
- Смањење унутрашњих напетости
- Упознавање стреса и како га контролисати
- Учење о анксиозности и емоција  и њихово управљање
- Контрола физичког и психичког болаж
- Опоравак квалитетног сна
- Развијање концентрације
- Јачање самопоуздања
- Припрему за очекиване стресне догађаје (испит, порођај, промена посла, губитак посла, развод, болест, спортска такмичења)
- Развијање добре воље према себи и другима.